# La Lande-Chasles
La Lande-Chasles is een gemeente in het Franse departement Maine-et-Loire (regio Pays de la Loire) en telt 103 inwoners (2009). De plaats maakt deel uit van het arrondissement Saumur.

## Geografie
De oppervlakte van La Lande-Chasles bedraagt 5,2 km², de bevolkingsdichtheid is dus 19,8 inwoners per km².
De onderstaande kaart toont de ligging van La Lande-Chasles met de belangrijkste infrastructuur en aangrenzende gemeenten.

## Demografie
Onderstaande figuur toont het verloop van het inwonertal (bron: INSEE-tellingen).